# Abrostola triopis
Abrostola triopis is een vlinder van de familie van de uilen (Noctuidae). De wetenschappelijke naam van deze soort is voor het eerst voorgesteld door George Francis Hampson in een publicatie uit 1902.

## Verspreiding
De soort komt voor in Congo-Kinshasa, Kenia, Zambia, Malawi, Mozambique, Namibië, Zimbabwe en Zuid-Afrika.

## Waardplanten
De rups leeft op Commelina sp. (Commelinaceae), Cenchrus purpureus (Poaceae).